# Grå frankolin
Grå frankolin (Ortygornis pondicerianus) är en asiatisk fågel i familjen fasanfåglar inom ordningen hönsfåglar, vanligt förekommande från sydöstra Iran till Indien.

## Utseende
Grå frankolin är en medelstor hönsfågel med en kroppslängd på 33 centimeter. Den är som namnet avslöjar övervägande grå, på ovansidan åt det bruna hållet. Ovansidan är fint bandad och streckad, undersidan fint bandad. Strupe är beigefärgad avgränsad nedertill med ett tunt svart halsband.

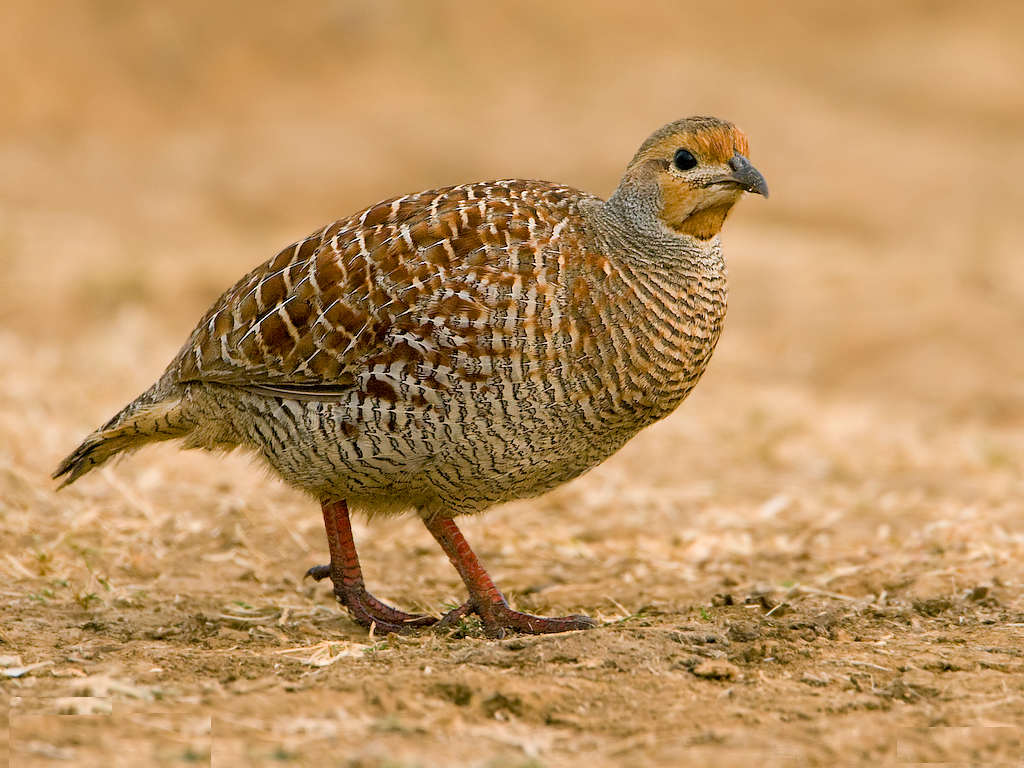
Grå frankolin i Bangalore, Indien.

## Läten
Grå frankolin är året runt en mycket ljudlig fågel. Det vanligaste lätet är ett grovt, högljutt och upprepat "pat ee laa, kila kila kila, khirr khirr".

## Utbredning och systematik
Grå frankolin delas in i tre underarter med följande utbredning:
- Ortygornis pondicerianus mecranensis – förekommer i torra områden i sydöstra Iran och södra Pakistan

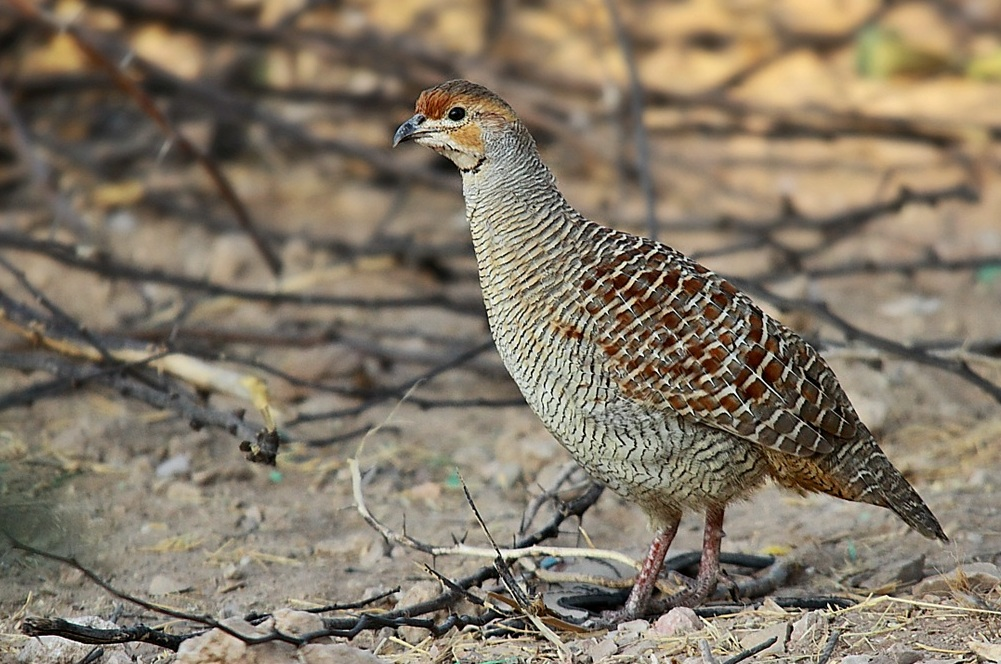
Underarten interpositus

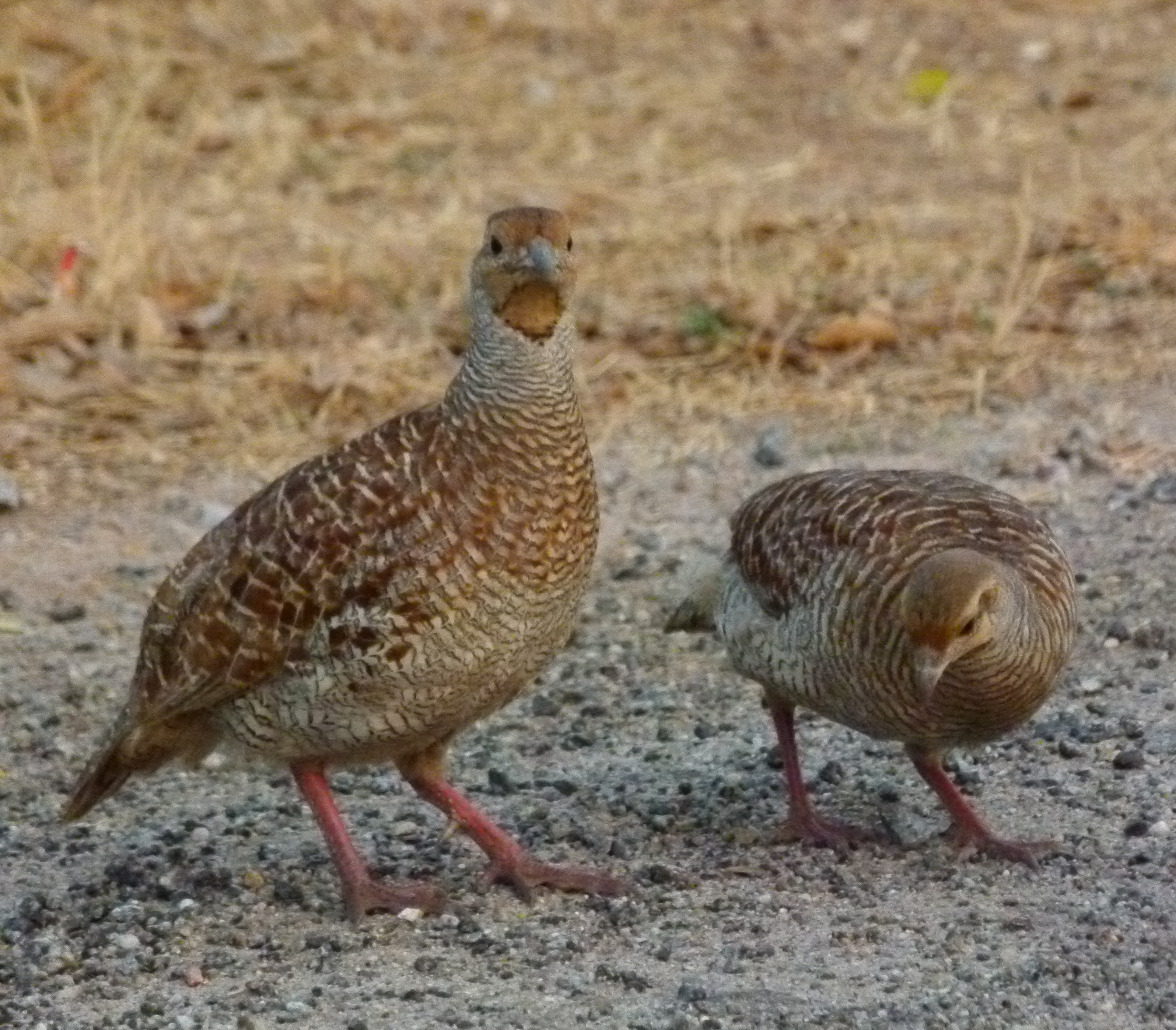
Underarten mecranensis

- Ortygornis pondicerianus interpositus – förekommer i nordvästra Indien och Pakistan
- Ortygornis pondicerianus pondicerianus – förekommer i södra Indien och på Sri Lanka

### Släktestillhörighet
Fram tills nyligen fördes den till släktet Francolinus. Genetiska studier visar dock att arterna i släktet inte står varandra närmast. Grå frankolin tillsammans med närbesläktade kärrfrankolinen och afrikanska tofsfrankolinen, den senare vanligen placerad som ensam art i Dendroperdix, lyfts numera vanligen ut i det egna släktet Ortygornis.

## Levnadssätt
Grå frankolin hittas i torrt och öppet landskap i jordbruksbygd, öppen skog, buskmarker och halvöken. Den födosöker på marken i par eller smågrupper på jakt efter ryggradslösa djur, skott och frön. När den störs springer den oftast iväg och när den väl tar till vingarna flyger den lågt och kort. Fågeln häckar på marken.

## Status och hot
Arten har ett stort utbredningsområde och en stor population med stabil utveckling som inte tros vara utsatt för något substantiellt hot. Utifrån dessa kriterier kategoriserar internationella naturvårdsunionen IUCN arten som livskraftig (LC). Världspopulationen har inte uppskattats men den beskrivs som vanlig i större delen av utbredningsområdet.

## Namn
Fågelns vetenskapliga artnamn syftar på Pondicherry i Indien.